# 鮒壽司
鮒壽司（日语：鮒寿司）是一種起源自日本滋賀縣，將鮒魚給醃漬發酵的帶有強烈異味食品。

## 歷史
在日本奈良時代便已有鮒壽司出現，當時曾以「鮒鮨」或「鮨鮒」作為名稱，而平安時代的律令延喜式上，便有紀載位於現今滋賀縣的近江國；以鮒壽司作為納貢的物品。

## 方法
鮒壽司常以滋賀縣琵琶湖裡的「似五郎鮒魚」、「源五郎鮒魚」（高身鯽）等作為食材，其中腹裡含有魚卵的雌魚、是被視為更好的料理食材。
製作方式是將在春季期間捕獲的鮒魚先把鰓、鱗片及腔內臟器給清除，其中若是有著魚卵的雌魚卵巢則會保留下來。清理完畢時將鮒魚抹上鹽巴後放進桶子裡蓋上後，在桶子上放置重物等待二到三個月時間，讓鮒魚體內的血水因為鹽的高滲透壓而慢慢流出。
等到約夏季時刻把鮒魚從桶中取出後先洗淨，接著在魚腔內填入抹上沾著鹽巴的米飯、再把鮒魚放入塞著米飯的桶子內放上重物壓制繼續發酵數個月或長至一到兩年的時間便可完成。

## 食用
吃法多以切成數塊魚肉片食用，另也有配上茶泡飯、或是作為下酒菜等方式。
鮒壽司內含豐富乳酸菌、膳食礦物質以及維他命B1等養分，在昔日常作為補充體力的食品。

## 軼聞
日本戰國時代，織田信長在安土城舉辦宴會招待盟友德川家康，由明智光秀擔當響應使負責宴會。但宴會中的鯽魚熟壽司（鮒壽司）卻惹得信長大怒，誤以為光秀拿出不新鮮的魚來招待，不待光秀解釋便怒斥光秀，種下光秀謀反的可能遠因之一（本能寺之變）。